# قدرت خرید
قدرت خرید مقدار نسبت کالا \ خدمات است که می‌تواند با یک واحد ارزی خریداری شود. به عنوان مثال، اگر شما در دهه ۱۳۳۰ خورشیدی یک ریال به یک فروشگاه  داده بودید، نسبت به امروز قادر به خرید مقدار کالا بیشتری بودید. این نشان می‌دهد که شما در دهه ۱۳۳۰ خورشیدی دارای قدرت خرید ' بیشتری بودید. ارز می‌تواند پول کالا (مانند طلا یا نقره‌ای یا پول فیات) یا ارز شناور در بازار آزاد (مانند دلار آمریکا) باشد. همانطور که آدام اسمیت اشاره کرد، داشتن پول به یک فرد توان "دستور دادن" به خدمات (کار) دیگران را می‌دهد. در نتیجه قدرت خرید بیشتر، توانایی فرد بر افراد دیگر است تا توانایی آنها برای تبادل (تجارت) ارز یا پول با کالا و خدمات آنها.
اگر درآمد پولی مداوم یک فرد ثابت باقی بماند اما سطح قیمت افزایش می‌یابد، قدرت خریدِ درآمدها افت می‌کند. تورم  همیشه به معنی سقوط قدرت خریدِ درآمد نیست. زیرا تورم می‌تواند سریع تر از سطح قیمت افزایش یابد. درآمد واقعی بالاتر به معنی قدرت خرید بالاتر است، زیرا درآمد واقعی به درآمدی گفته می‌شود که با توجه به تورم تنظیم شده‌است.
مقدار شاخص ارز در یک سال، مقداری است که بر پایه ۱۰۰ نرمال شده‌است. مقدار قدرت خرید یک واحد پول (مثلاً ریال) در یک سال معین، بر حسب ریال در سال پایه بیان می‌شود:
100 \  P (که در آن P است که شاخص ارز در سال مورد نظر است). بنابراین تعریف، با افزایش سطح قیمت‌ها، قدرت خرید ریال کاهش می‌یابد. امروزه قدرت خرید برای مقدار پولی  C در  T سال آینده را می‌توان با استفاده از فرمول با توجه به ارزش فعلی پولی حساب کرد:
{\displaystyle C_{t}=C(1+i)^{-t}\,={\frac {C}{(1+i)^{t}}}\,}
که در این عبارت،  i نرخ تورم در آینده است.

## عوامل موثر بر قدرت خرید:
1)عرضه و تقاضا
2)نرخ مبادله
3)تورم
4)نرخ مالیات
5)نرخ بهره و اعتبار 